# Induzimento ao suicídio
O induzimento ao suicídio (português brasileiro) ou incitamento ou ajuda ao suicídio (português europeu) é um crime previsto em ambos os Código Penal Brasileiro e pelo Código Penal da República Portuguesa e é classificado como um crime contra a vida, que consiste no açular, provocar, incitar ou estimular alguém a suicidar ou prestar-lhe auxílio para que o faça.
Indução ao suicídio é a criação de propósito inexistente, ou seja, a pessoa que se suicida e que não tinha essa intenção ou objetivo inicialmente.
Este crime é consumado com o efetivo suicídio ou resultado lesão corporal de natureza grave.

## Brasil
Segundo posição majoritária, não é admitida tentativa, visto que:
- Indução com resultado morte, aplica-se art.122, forma consumada (2–6 anos)
- Indução com resultado lesão corporal grave, aplica-se art.122, forma consumada (1–3 anos)
- Indução sem produção de resultados (fato atípico).

### Texto de Lei
Art. 122 – Induzir ou instigar alguém a suicidar ou prestar-lhe auxílio para que o faça:

#### Pena
Reclusão de dois a seis anos, se o suicídio se consuma; ou reclusão, de um a três anos, se da tentativa de suicídio resulta lesão corporal de natureza grave.

#### Aumento de pena
1. Se o crime é praticado por motivo egoístico;
2. Se a vítima é menor ou tem diminuída, por qualquer causa, a capacidade de resistência.

### Objeto jurídico
O objeto jurídico protegido por este tipo penal é a vida humana, bem indisponível.
A legislação penal brasileira não pune ao suicida, mas sim àquele que induz, instiga ou auxilia ao suicida.

### Conduta típica
Estará enquadrado neste artigo aquele que cria em outro a ideia do suicídio (induzir), aquele que reforça ideia já existente (instigar) e aquele que prestar auxílio material ao suicida (auxílio).

### Aumento de pena
A causa de aumento de pena no induzimento ao suicídio está prevista nos incisos I e II do parágrafo único do art. 122 do CPB.
A pena será aplicada em dobro se o motivo do agente for egoísta, como, por exemplo, herdar um bem ou obter alguma vantagem. Será também qualificado o crime se a vítima for menor de idade ou tem diminuída sua capacidade de resistência.

### Pacto de morte[1]
Muitos debates existem no pacto de morte (conhecido também como ambicídio), que ocorre quando duas ou mais pessoas firmam um pacto onde deliberam que irão morrer ao mesmo tempo.
Neste caso, existem várias possibilidades. 1) Se cada uma ingerir veneno de por si, aquela que vier a sobreviver responde por induzimento, instigação ou auxílio ao suicídio das que morreram; 2) Se uma das pessoas ministrar o veneno as demais e sobreviver, responde por homicídio das demais (ou tentativa, se não morrerem), isto ocorre porque o tipo penal do art. 122 não admite qualquer ato executório por parte de terceiro (LEMBRAR QUE: suicídio = a própria pessoa põe fim a sua vida / 122 = Crime contra a vida = bem jurídico indisponível); 3) Se cada um dos pactuantes ministrar veneno a outra, cada um responde por homicídio (se houver morte) ou tentativa (se não houver morte) em relação a pessoa para a qual ministrou o veneno e induzimento, instigação ou auxílio ao suicídio daquelas a qual não ministrou o veneno; 4) Caso os pactuantes contratem um terceiro para ministrar veneno a eles, este contratado responderá por homicídio dos que morrerem e tentativa dos que sobreviverem, enquanto que os pactuantes sobreviventes respondem por induzimento, instigação ou auxílio ao suicídio dos outros.
Observação: Não esquecer que o delito do art. 122 do CP (induzimento, instigação ou auxílio ao suicídio) é tipo penal condicionado a resultado, ou seja, é preciso o resultado morte ou lesões corporais graves para que o agente responda pelo crime. Isso significa que se a vítima não sofrer lesões ou, sofrendo, elas forem de natureza leve, o fato será atípico.

### Jogos
Jogos que podem levar à morte dos participantes, tais como a roleta russa ou o Duelo Americano, não enquadram-se neste artigo de Lei porque, hoje, a doutrina majoritária brasileira aplica a esses casos a figura do dolo eventual, onde o agente assume o risco de produzir o resultado, ou seja, em um episódio de Roleta Russa, o "vencedor", ou seja, aquele que permaneceu vivo, responde pelo crime do artigo 121 (caput) caso outro participante venha a falecer em decorrência do jogo.
No caso do Duelo Americano, tem-se duas armas sendo que apenas uma está carregada. Cada participante escolhe uma e ambos acionam o gatilho apontando a arma para a própria cabeça ao mesmo tempo. Fatalmente um dos jogadores se ferirá e provavelmente irá a óbito. Neste caso, diz a doutrina que o jogador que permaneceu vivo responde igualmente pelo crime do artigo 121, caput do Código Penal.
Igualmente ocorre na roleta paulista, onde o condutor de veículo automotor resolve passar os cruzamentos, a noite, com os faróis apagados, se, por ventura, ele vier a colidir com outro veículo ou atropelar pedestre (desde que haja morte), responderá pelo crime de homicídio por aplicação do dolo eventual.

## Portugal
Em Portugal, o crime de incitamento ao suicídio é punido com pena de prisão até 3 anos, ou 5 se a pessoa incitada, o a quem se presta ajuda for menor de 16 anos ou a sua capacidade de valoração ou de determinação estiver bastante diminuída.

### Texto de lei[2]
CÓDIGO PENAL > Livro II > Título I > Capítulo I
Artigo 135.º
Incitamento ou ajuda ao suicídio:
1 - Quem incitar outra pessoa a suicidar-se, ou lhe prestar ajuda para esse fim, é punido com pena de prisão até 3 anos, se o suicídio vier efectivamente a ser tentado ou a consumar-se.
2 - Se a pessoa incitada ou a quem se presta ajuda for menor de 16 anos ou tiver, por qualquer motivo, a sua capacidade de valoração ou de determinação sensivelmente diminuída, o agente é punido com pena de prisão de 1 a 5 anos.
3 - A conduta não é punível quando realizada no cumprimento das condições estabelecidas na Lei n.º 22/2023.